# 14829 Povalyaeva
14829 Povalyaeva là một tiểu hành tinh vành đai chính với chu kỳ quỹ đạo là 1340.3697782 ngày (3.67 năm).
Nó được phát hiện ngày 3 tháng 10 năm 1986.